# 김희수 (축구 선수)
김희수(한국 한자: 金熙水, 1995년 1월 20일 ~ )는 대한민국의 축구 선수이며, 포지션은 미드필더이다.